# Pierre Suffren
Pierre Suffren, francoski admiral, * 17. julij 1729, † 8. december 1788.